# Белицький Леон Валерійович
Лео́н Бели́цький — український спортсмен-гирьовик.
Гирьовим спортом почав займатися з 9 років. 2009 року виконав норматив кандидата майстра спорту, 2011-го на чемпіонаті України — норматив майстра спорту з гирьового спорту, при цьому посів 3 місце серед юніорів до 22 років.

## Спортивні досягнення
- 5-разовий чемпіон світу серед юнаків до 18 років,
- 2 -разовий чемпіон світу серед юнаків до 18 років у ривку та поштовху,
- 4-разовий чемпіон України серед юнаків, 10 рекордів України
- 2-разовий чемпіон європи серед професіоналів
- 2-х разовий бронзовий призер чемпіонату світу серед професіоналів до 40 років